# Robert Jameson
Pour les articles homonymes, voir Jameson.
Robert Jameson est un géologue et un minéralogiste écossais, né le 11 juillet 1774 à Leith et mort le 19 avril 1854 à Édimbourg.

## Biographie
Il fait ses études à Édimbourg où il devient apprenti d’un chirurgien. Son but est de devenir chirurgien de marine afin de voyager. Il fréquente l’université de la ville et étudie la médecine, la botanique, la chimie et l’histoire naturelle.
En 1793, le professeur d’histoire naturelle John Walker (1731-1803) le convainc d’abandonner l’idée de devenir chirurgien de marine et de s’adonner plutôt à la science et notamment à la géologie et à la minéralogie.
Jameson suit ce conseil et obtient des responsabilités dans la gestion de la collection d’histoire naturelle de l’université. Il étudie la géologie de l'île d'Arran, les Hébrides, les Orcades, les Shetland ainsi que l’Irlande. En 1800, il passe une année à l’École des mines de Freiberg dans la Saxe où il suit les cours du géologue Abraham Gottlob Werner (1749 ou 1750-1817).
En 1803, il succède à John Walker comme le troisième professeur du roi d’histoire naturelle à l’université d’Édimbourg, une fonction qu’il conserve cinquante ans. Pendant cette période, il devient le leader de l’école géologique britannique Wernerienne ou Neptunisme. Jameson est devenu membre de la Royal Society le 25 mai 1826.

## Description d'espèces minérales
On lui doit la description de nombreuses espèces minérales :
- bournonite 1808
- cobalt-mica 1832 (synonyme de Érythrite)
- corneous lead  1804 (synonyme de phosgenite)
- cubicite 1816 (synonyme de analcime)
- physalite 1820 (synonyme de topaze)
- radiated red cobalt-ochre 1816 (synonyme de Érythrite)
- uran-mica 1820 (synonyme de torbernite)

Il est le dédicataire d'une espèce minérale la Jamesonite, par Haidenger. Le minéralogiste français Léman lui avait dédié une espèce qui s'est avérée être l'andalousite.